# Villa Tunari

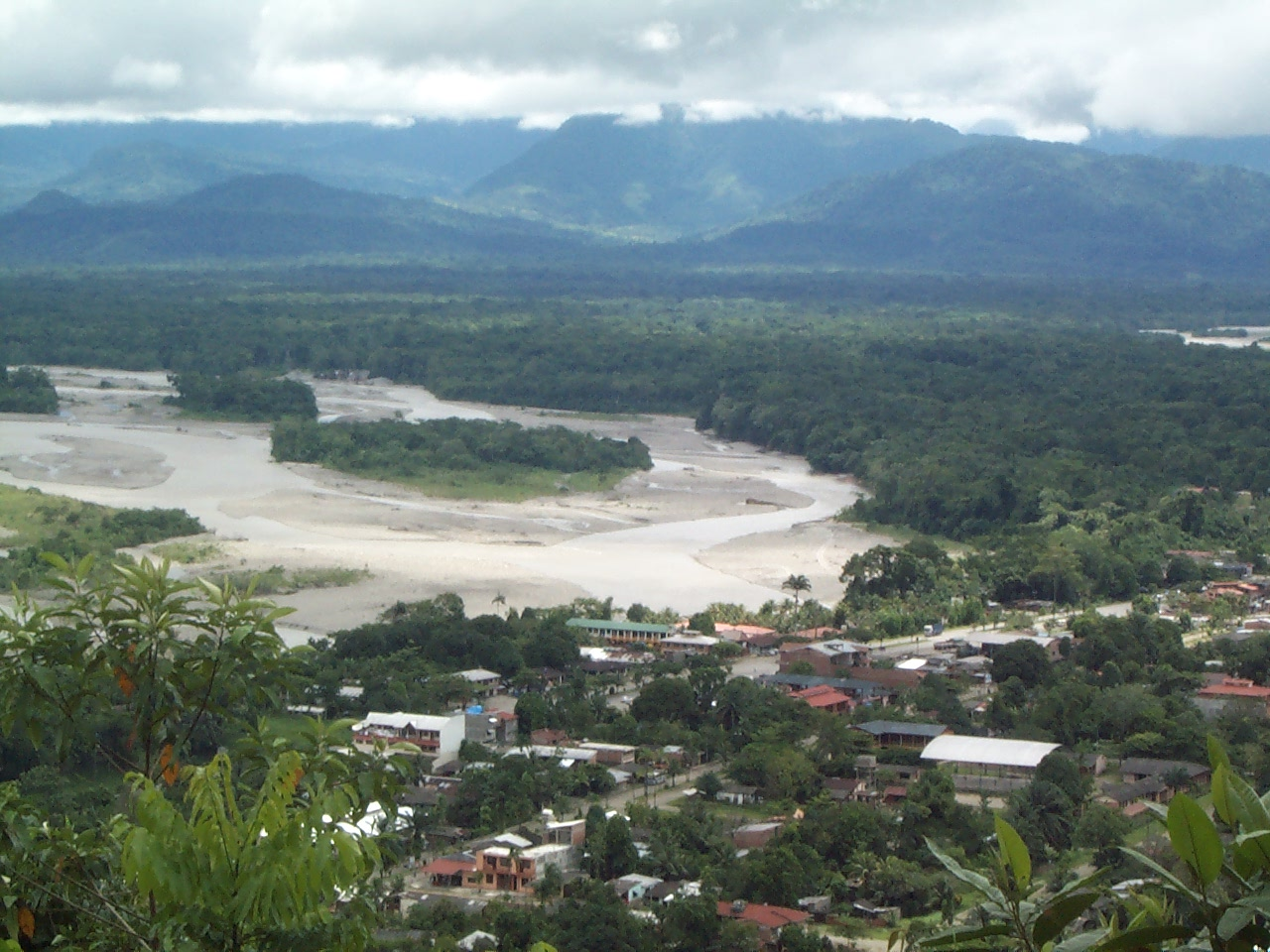
Villa Tunari

Villa Tunari är en ort i den bolivianska provinsen Chapare i departementet Cochabamba.